# Política do Uganda
A política da republica da Uganda tem lugar num quadro de uma república democrática representativa presidencial, segundo a qual o presidente da República é simultaneamente chefe de Estado e chefe de Governo, e de um sistema multipartidário. O poder executivo é exercido pelo governo. O poder legislativo é investido tanto no governo como no parlamento, a Assembleia Nacional.
O sufrágio é universal, para os cidadãos maiores de 18 anos. Entre 1986 e 2005 houve uma proibição de política multipardária.
O Democracy Index classificou Uganda como um "regime híbrido" em 2022, com um regime centralizado na figura do presidente Yoweri Museveni, no poder desde 1986.